# R-7 Semjorka
R-7 Semjorka er en løfteraket med mange navne. Den blev oprindeligt udviklet i Sovjetunionen som et interkontinentalt ballistisk missil, til at bombardere USA med brintbomber. Den sovjetiske betegnelse var Ракеты 7 (Raketý 7), Pentagons kodenavn var SS-6 mens NATO's rapporteringsnavn var Sapwood. I 1953 besluttede Sovjetunionen at Sergej Koroljov skulle udvikle et ICBM. Sovjetunionen anlagde rumhavnen Bajkonur i Kasakhstan præcis på den 46. nordlige breddegrad, til at afprøve missilet. Plosjjadka (affyringsrampe) 1 og 31 blev bygget til R-7, og bruges den dag i dag. Den 15. maj 1957 blev den første R-7 opsendt, men pga. en fejl faldt den ned efter blot 400 km. Den 12. juli på den anden prøveflyvning, frigjordes de fire hjælperaketter efter blot 33 sekunder. Den tredje prøveflyvning d. 21. august gik godt for raketten, mens brintbombeattrappen brændte op over målområdet. Efter at den fjerde prøveflyvning gik perfekt d. 7. september, Indledtes rumalderen d. 4. oktober med at en R-7 opsendte den allerførste kunstige satellit: Sputnik (1).
Vesten fik ikke at vide hvad raketten hed og gav den blot navnet "Sputnik". Russerne kaldte den selv for Семёрка ('semjorka' – den syvende). Da R-7 bruger flydende ilt som iltningsmiddel, havde den et operativt problem: Det tog omkring 20 timer at forberede R-7, herunder påfyldning med flydende ilt og efter et døgn var for meget af ilten på kogepunktet, til at det kunne bruges. For at opretholde terrorbalancen skulle et ICBM kunne opsendes med få minutters varsel. R-7 brugte et radiofjernstyringssystem der let kunne jammes og kunne ikke opsendes fra "atomsikre" raketsiloer. R-7 var imidlertid perfekt som løfteraket og har opsendt over 1.700 bemandede og ubemandede rumfartøjer.
Rumhavnen Plesetsk på 62° 54’ N opsender R-7 fra Plosjjadka 16, 41 og 43. I starten som ICBM, senere til at opsende satellitter i polære baner.
ESA har indgået en aftale med Rusland om at opsende R-7 (i ESA terminologi "Sojuz-Fregat") fra ELS (Ensemble de Lancement Soyouz), rumhavnen Kourou i Sydamerika. Første opsendelse var d. 21. oktober 2011 med to Galileo-navigationssatellitter.

## Tekniske Data
R-7 ICBM
- Nyttelast — ét 5.370 kg sprænghoved på 3.000 kiloton.
- Rækkevidde — 8.000 km med 50% træfsikkerhed indenfor 3,39 km.
- Startvægt — 274 tons.
- Højde — 34,20 meter.
- Første trin — fire RD-108 raketmotorer drevet af petroleum og flydende ilt.
  - Brænder i 219 sekunder. Ved rumflyvning nås 170 km.
- 4 hjælperaketter — á fire RD-107 raketmotorer drevet af petroleum og flydende ilt.
  - Brænder i 119 sekunder. Ved rumflyvning bortkastet i 45 km højde.
- Styring — tolv vernierraketter styret af jordstationen.

R-7 til Vostok
- Nyttelast — 4.730 kg til 205 km bane.
- Startvægt — 281 tons.
- Højde — 38,36 meter.
- Andet trin — RD-0109 raketmotor drevet af petroleum og flydende ilt.
  - Brænder i 365 sekunder.

R-7 til Sojuz
- Nyttelast — 7.420 kg til 193 km bane.
- Startvægt — 305 tons.
- Højde — 49,30 meter.
- Andet trin — RD-0124 raketmotor drevet af petroleum og flydende ilt. 241 sekunder.

R-7 til Luna, Venera, Molnija
- Nyttelast — 2.000 kg til geostationær bane.
- Startvægt — 305 tons.
- Tredje trin — S1-5400 raketmotor drevet af petroleum og flydende ilt. 250 sekunder.

R-7 til Mars Express
- Nyttelast — 5.500 kg til 450 km bane.
- Startvægt — 305 tons.
- Højde — 46,10 meter.
- Tredje trin — Fregat raketmotor drevet af usymmetrisk dimetylhydrazin og kvælstoftetroxid.
  - Brænder i 877 sekunder. Kan tændes 20 gange.

R-7 raketten var overdimensioneret til at opsende Sputnik 1, så førstetrinnet gik også i kredsløb!

## Berømte nyttelaster
- Sputnik 1-3
- Luna 1-14
- Korabl-Sputnik — syv Vostokkapsler med hunde og dukker.
- alle Vostok
- alle Voskhod
- Venera 1-8
- Mars 1
- Zond 1-3
- alle Sojuz
- alle Progress
- Cluster II
- Mars Express
- Venus Express
- COROT